# Station Graffenwald
Station Graffenwald is een spoorwegstation in de Franse gemeente Wittelsheim. Het station staat in het zuidwesten van de gemeente, in de cité Graffenwald.